# Jürgen Heuser
Jürgen Heuser (n. 13 martie 1953, Barth, Republica Democrată Germană, Germania) este un halterofil ce a reprezentat Germania, medaliat olimpic. A participat la o ediție a Jocurilor Olimpice (1980) în care a câștigat o medalie de argint.

## Participări
Lista de mai jos prezintă principalele competiții la care a participat Jürgen Heuser de-a lungul carierei.
- weightlifting at the 1980 Summer Olympics – men's +110 kg[*]